# Anatoli Vitushkine
Anatoli Georgievich Vitouchkine (en russe : Анато́лий Гео́ргиевич Виту́шкин, transcription anglaise : Anatoli Georgievich Vitushkin ; né le 25 juin 1931 à Moscou où il est mort le 9 mai 2004) est un mathématicien soviétique aveugle connu pour ses travaux en analyse mathématique.

## Carrière
Vitushkine entre à l'Université d'État de Moscou en 1949 après avoir obtenu son diplôme de l'École militaire Tula Suvorov, où les mathématiques étaient enseignées dans le cadre d'une formation plus large à de futurs officiers. Il obtient son diplôme en 1954. Il étudie sous Andreï Kolmogorov et a profité de la participation au séminaire animé par Alexander Kronrod .
En 1958, Vitushkine a obtenu son doctorat sous la direction de Kolmogorov (Estimation of the complexity of a tabulation problem). Depuis 1964, il est à l'Institut de mathématiques Steklov de Moscou et enseigne également à l'Université Lomonossov (faculté de mathématiques et de mécanique).

## Recherche
Vitushkine travaille en analyse complexe et réelle et en théorie de l'approximation. Une de ses conjectures concernant la sous-additivité de la capacité analytique (un concept de Lars Ahlfors dont Vitushkine a reconnu la fécondité pour la théorie de l'approximation) et publiée dans les Russian Mathematical Surveys en 1967 a été démontrée par Xavier Tolsa en 2003. Une autre conjecture de Vitushkine a été prouvée par Guy David en 1998.
Il a apporté d'importantes contributions au treizième problème de Hilbert en étudiant l'approximation des fonctions continues en plusieurs variables par des fonctions en moins de variables (un problème sur lequel Kolmogorov et son élève Vladimir Arnold ont également travaillé). Il s'est également intéressé à la complexité des algorithmes de calcul des fonctions et de leur approximation.
D'autres travaux concernent la géométrie complexe, notamment les hypersurfaces réelles dans les espaces complexes de dimension supérieure et leur comportement sous les fonctions holomorphes.
Parmi ses élèves, il y a Victor Pan.

## Prix et distinctions
En 1976, il est élu membre correspondant de l'Académie des sciences de l'URSS et, en décembre 1991, membre à part entière de l'Académie russe des sciences.
En 1974, il a donné une conférence plénière au Congrès international de mathématiques à Vancouver (Coding of signals with finite spectrum and sound recording problems) et en 1966, il a été invité à prendre la parole à l'ICM de Moscou (Sur la possibilité de représenter une fonction par superposition de fonctions de plus petit nombre de variables). En 2003, il a reçu le prix Kolmogorov (de) de l'Académie des sciences de Russie.
Pendant de nombreuses années, il est membre du comité de rédaction des Mathematical Notes.
Il meurt à l'âge de 72 ans, à Moscou le 9 mai 2004.

## Publications (sélection)
- Anatoli G. Vitushkin et M. S. Mel'nikov, « 3.7. Analytic capacity and rational approximations », Journal of Mathematical Sciences, Springer, vol. 26, no 5,‎ 1er septembre 1984, p. 2237–2238 (DOI 10.1007/BF01221553).
- Anatoli G. Vitushkin, « On Hilbert's thirteenth problem and related questions », Russian Mathematical Surveys, vol. 51, no 1,‎ 2004, p. 11–25 (DOI 10.1070/RM2004v059n01ABEH000698)
- Evgeni M. Chirka, Pierre Dolbeault, Gennadi M. Henkin et Anatoli G. Vitushkin, Introduction to Complex Analysis, Springer-Verlag, 1997 (ISBN 978-3-540-63005-0)
- Anatoli G. Vitushkin, « Uniform approximation of functions by holomorphic functions », Proc. Steklov Inst. Math. (Mathematical Physics and Complex Analysis), no 3,‎ 1988, p. 301–308
- Anatoli G. Vitushkin, « Global normalization of a real-analytic surface along a chain », Soviet Math. Dokl., no 27,‎ 1983, p. 270–273
- Anatoli G. Vitushkin, « Holomorphic extension of mappings of compact hypersurfaces », Math. USSR Izvestiya, vol. 20,‎ 1983, p. 27–33 (DOI 10.1070/IM1983v020n01ABEH001337)
- (ru) Anatoli G. Vitushkin, « Uniform approximations by holomorphic functions », Journal of Mathematical Sciences, New York, Springer, vol. 5, no 5,‎ 1er mai 1976, p. 607–611 (DOI 10.1007/BF01091907)
- Anatoli G. Vitushkin, « Coding of signals with finite spectrum and sound recording problems », Proc. International Congress of Mathematicians, Vancouver, vol. 1,‎ 1974, p. 221–226
- (ru) Gennadi M. Henkin et Anatoli G. Vitushkin, « Linear superpositions of functions », Uspekhi Mat. Nauk, vol. 22, no 1(133),‎ 1967, p. 77–124 (DOI 10.1070/RM1967v022n01ABEH001204, lire en ligne)